# La Mesita, Delstaten Mexiko
La Mesita är en ort i Mexiko.   Den ligger i kommunen Tenancingo och delstaten Mexiko, i den sydöstra delen av landet, 70 km sydväst om huvudstaden Mexico City. La Mesita ligger 2 185 meter över havet och antalet invånare är 588.
Terrängen runt La Mesita är lite bergig, och sluttar söderut. Runt La Mesita är det tätbefolkat, med 550 invånare per kvadratkilometer. Närmaste större samhälle är Tenango de Arista, 13,5 km norr om La Mesita. Omgivningarna runt La Mesita är en mosaik av jordbruksmark och naturlig växtlighet.